# Trachycalymma pulchellum
Trachycalymma pulchellum là một loài thực vật có hoa trong họ La bố ma. Loài này được (Decne.) Bullock miêu tả khoa học đầu tiên năm 1953.